# Islas Feroe en los Juegos Paralímpicos de Sídney 2000
Las Islas Feroe estuvieron representadas en los Juegos Paralímpicos de Sídney 2000 por dos deportistas femeninas.

## Medallistas
El equipo paralímpico obtuvo las siguientes medallas:
| Nombre          | Deporte  | Evento                    |
| --------------- | -------- | ------------------------- |
| Oro             |          |                           |
| —               |          |                           |
| Plata           |          |                           |
| Heidi Andreasen | Natación | 50 m libre S8 femenino    |
| Heidi Andreasen | Natación | 100 m libre S8 femenino   |
| Heidi Andreasen | Natación | 400 m libre S8 femenino   |
| Bronce          |          |                           |
| Heidi Andreasen | Natación | 100 m espalda S8 femenino |